# Tetraophasis szechenyii
Tetraophasis szechenyii là một loài chim trong họ Phasianidae.